# Aragón (rzeka)
Aragón (hiszp. Río Aragón, kat. Riu Aragó) – rzeka w północno-wschodniej Hiszpanii, lewy dopływ Ebro.
Źródła rzeki znajdują się w Pirenejach, przy granicy hiszpańsko-francuskiej, w Jacetanii (prowincja Aragonia). Rzeka zasilana jest źródłami z lodowców ze szczytów górskich, wśród których najwyższy to Collarada (2886 m n.p.m.). Następnie toczy swój bieg przez prowincję Nawarra, gdzie uchodzi do Ebro.
Głównymi dopływami są Arga i Irati.

## Nazwa
Nazwa rzeki pochodzi z czasów przedrzymskich, prawdopodobnie z indoeuropejskiego rdzenia *ar oznaczającego płynącą wodę. Podobny źródłosłów mają inne cieki, np. rzeka Alagón w prowincjach Salamanka i Cáceres. Od nazwy rzeki pochodzi nazwa królestwa Aragonii oraz współczesnego regionu autonomicznego Aragonii.

## Galeria

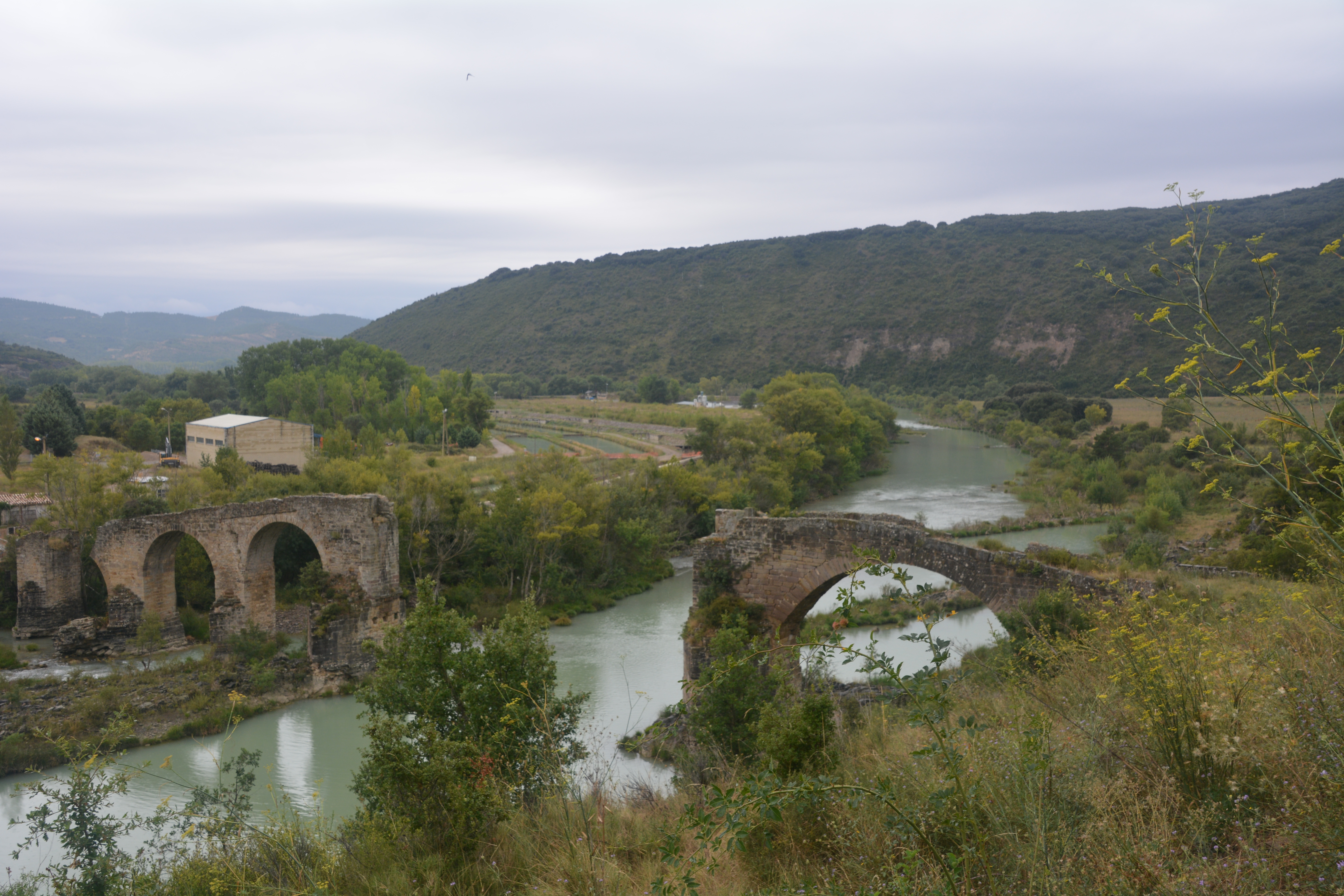
Widok na Aragón w miejscowości Yesa na pograniczu Aragonii i Nawarry
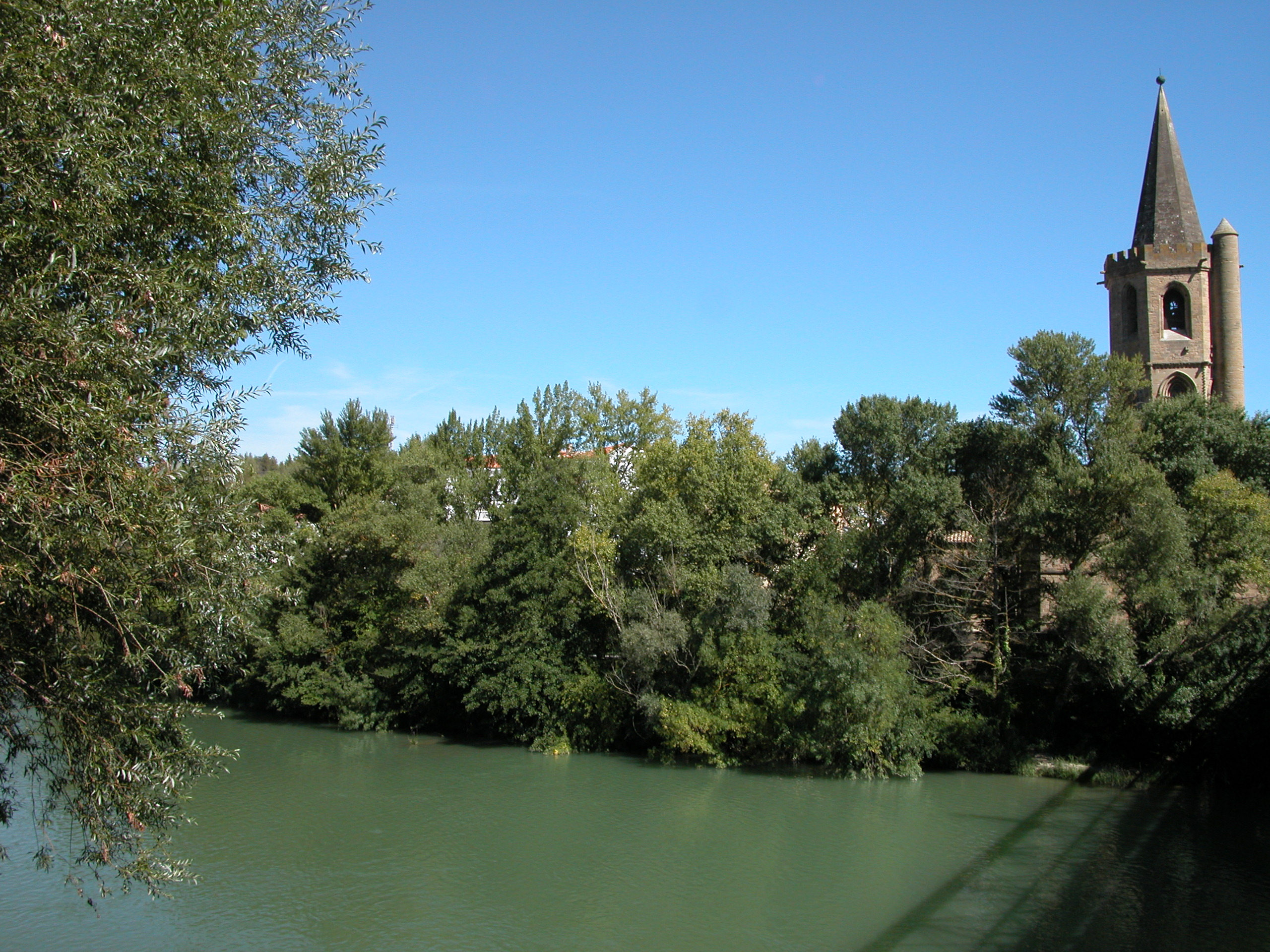
Aragón w miejscowości Sangüesa
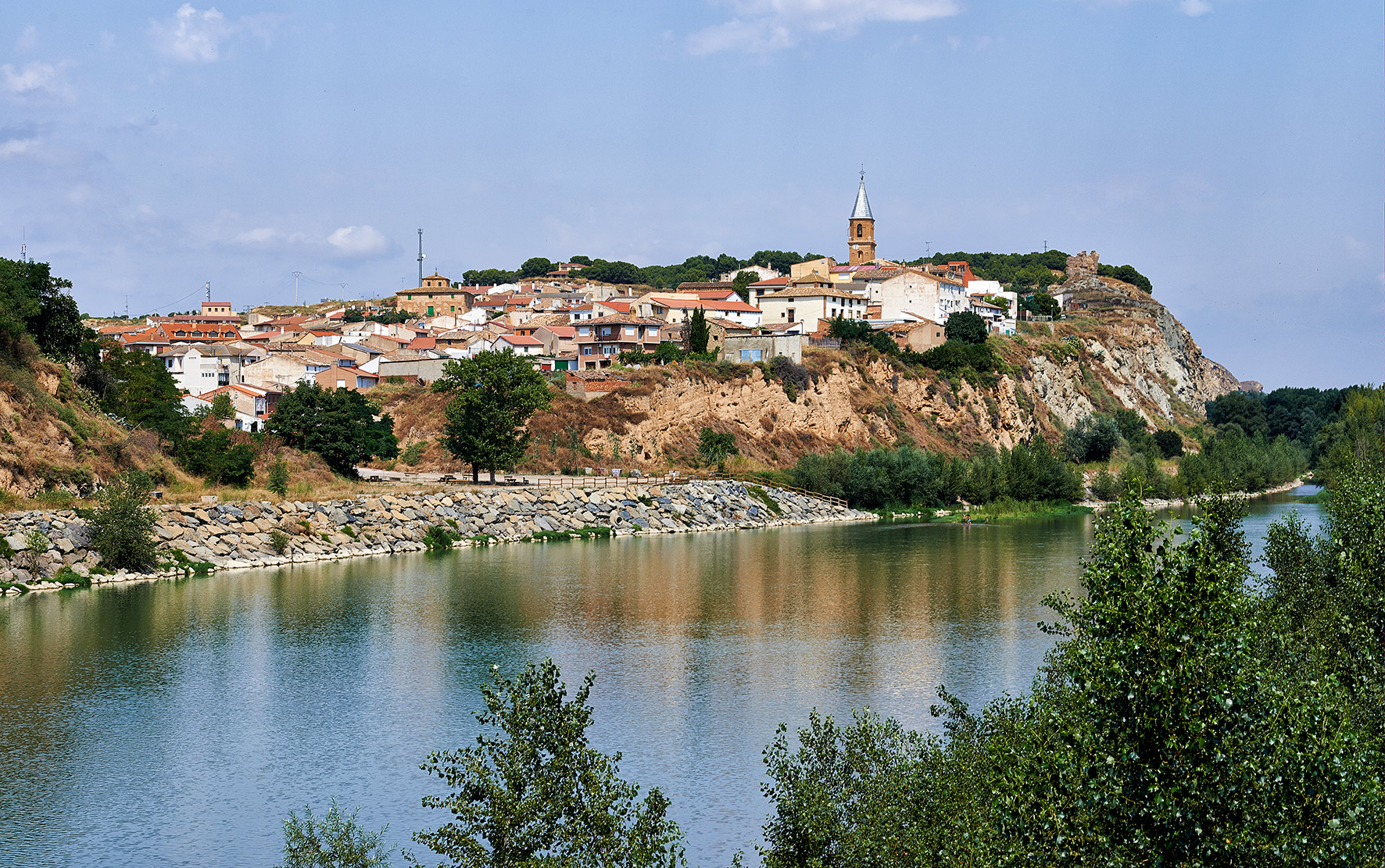
Aragón w pobliżu ujścia w Milagro